# Grote Prijs van Hasselt
Il Grote Prijs van Hasselt era una corsa in linea maschile e femminile di ciclocross che si svolgeva a Hasselt, in Belgio. Disputato solitamente a novembre/dicembre, dal 2006 al 2014 fece parte del calendario del GvA Trofee/Bpost Bank Trofee, mentre dal 2015 al 2018 fu inserito nel calendario del Soudal Classics.
Dalla stagione 2019-2020 non è stato più organizzato per motivi logistici (lavori di ristrutturazione nel Kapermolenpark di Hasselt, sede della prova).

## Albo d'oro

### Uomini Elite
Aggiornato all'edizione 2018.
| Anno | Vincitore        | Secondo             | Terzo              |
| ---- | ---------------- | ------------------- | ------------------ |
| 2005 | Sven Nys         | Richard Groenendaal | Tom Vannoppen      |
| 2006 | Gerben de Knegt  | Bart Wellens        | Sven Nys           |
| 2007 | Sven Nys         | Bart Wellens        | Niels Albert       |
| 2008 | Bart Wellens     | Kevin Pauwels       | Rob Peeters        |
| 2009 | Zdeněk Štybar    | Kevin Pauwels       | Niels Albert       |
| 2010 | Kevin Pauwels    | Zdeněk Štybar       | Sven Nys           |
| 2011 | Kevin Pauwels    | Zdeněk Štybar       | Sven Nys           |
| 2012 | Sven Nys         | Niels Albert        | Kevin Pauwels      |
| 2013 | Sven Nys         | Niels Albert        | Klaas Vantornout   |
| 2014 | Kevin Pauwels    | Wout Van Aert       | Tom Meeusen        |
| 2015 | Sven Nys         | Tom Meeusen         | Kevin Pauwels      |
| 2016 | Laurens Sweeck   | Clément Venturini   | Corné van Kessel   |
| 2017 | Corné van Kessel | Toon Aerts          | David van der Poel |
| 2018 | Kevin Pauwels    | Jens Adams          | Eli Iserbyt        |

### Donne Elite
Aggiornato all'edizione 2018.
| Anno | Vincitrice    | Seconda                | Terza                      |
| ---- | ------------- | ---------------------- | -------------------------- |
| 2013 | Sanne Cant    | Helen Wyman            | Gabriella Durrin           |
| 2014 | Sanne Cant    | Pauline Ferrand-Prévot | Sophie de Boer             |
| 2015 | Sanne Cant    | Maud Kaptheijns        | Ellen Van Loy              |
| 2016 | Sanne Cant    | Ellen Van Loy          | Elle Anderson              |
| 2017 | Loes Sels     | Ellen Van Loy          | Ceylin del Carmen Alvarado |
| 2018 | Ellen Van Loy | Denise Betsema         | Sanne Cant                 |

### Uomini Under-23
Aggiornato all'edizione 2014.
| Anno | Vincitore             | Secondo                 | Terzo                  |
| ---- | --------------------- | ----------------------- | ---------------------- |
| 2005 | Kevin Pauwels         | Zdeněk Štybar           | Rob Peeters            |
| 2006 | Dieter Vanthourenhout | Rob Peeters             | Kenny Geluykens        |
| 2007 | Philipp Walsleben     | Tom Meeusen             | Jempy Drucker          |
| 2008 | Philipp Walsleben     | Kenneth Van Compernolle | Tom Meeusen            |
| 2009 | Tom Meeusen           | Robert Gavenda          | Jim Aernouts           |
| 2010 | Jim Aernouts          | Lars van der Haar       | Vincent Baestaens      |
| 2011 | Lars van der Haar     | Micki van Empel         | Wietse Bosmans         |
| 2012 | Wietse Bosmans        | Michael Vanthourenhout  | Tim Merlier            |
| 2013 | Wout Van Aert         | Mathieu van der Poel    | Gianni Vermeersch      |
| 2014 | Diether Sweeck        | Laurens Sweeck          | Michael Vanthourenhout |

### Uomini Juniors
Aggiornato all'edizione 2018.
| Anno | Vincitore            | Secondo            | Terzo             |
| ---- | -------------------- | ------------------ | ----------------- |
| 2005 | Sven Verboven        | Dennis Vanendert   | Kevin Cant        |
| 2006 | Jim Aernouts         | Stef Boden         | Sven Verboven     |
| 2007 | Lubomír Petruš       | Dany Lacroix       | Ruben Veestraeten |
| 2008 | Wietse Bosmans       | David van der Poel | Angelo De Clercq  |
| 2009 | David van der Poel   | Bart De Vocht      | Gianni Vermeersch |
| 2010 | Diether Sweeck       | Laurens Sweeck     | Toon Aerts        |
| 2011 | Mathieu van der Poel | Daan Hoeyberghs    | Pjotr van Beek    |
| 2012 | Mathieu van der Poel | Yannick Peeters    | Stijn Caluwe      |
| 2013 | Yannick Peeters      | Eli Iserbyt        | Kobe Goossens     |
| 2014 | Thijs Wolsink        | Alessio Dhoore     | Jarne Driesen     |
| 2015 | Arne Vrachten        | Timo Kielich       | Mathijs Wuyts     |
| 2016 | Thomas Pidcock       | Arne Vrachten      | Sander Lemmens    |
| 2017 | Jarno Bellens        | Ryan Cortjens      | Maxim Dewulf      |
| 2018 | Ryan Cortjens        | Ward Huybs         | Lewis Askey       |